# Amphoe Chulabhorn
Amphoe Chulabhorn (thailändisch อำเภอ จุฬาภรณ์; Aussprache: [ʔāmpʰɤ̄ː t͡ɕùlaːpʰɔːn]) ist ein Landkreis (Amphoe – Verwaltungs-Distrikt) im Süden der Provinz Nakhon Si Thammarat in Südthailand.
Der Landkreis wurde zu Ehren von Prinzessin Chulabhorn Walailak, der jüngsten Tochter von König Bhumibol Adulyadej (Rama IX.), anlässlich ihres 36. Geburtstags „Amphoe Chulabhorn“ genannt.

## Geographie
Die Provinz Nakhon Si Thammarat liegt etwa 780 Kilometer südlich von Bangkok an der Ostküste der Malaiischen Halbinsel zum Golf von Thailand.
Benachbarte Landkreise (von Norden im Uhrzeigersinn): die Amphoe Ron Phibun, Cha-uat und Thung Song. Alle Amphoe lioegen in der Provinz Nakhon Si Thammarat.

## Geschichte
Der Landkreis wurde am 7. März 1994 eingerichtet, indem die zwei Tambon Ban Khuan Mut und Ban Cha-uat von Amphoe Cha-uat sowie die vier Tambon Khuan Nong Khwa, Thung Pho, Na Mo Bun und Sam Tambon von Amphoe Ron Phibun zusammengelegt wurden.

## Verwaltung

### Provinzverwaltung
Amphoe Chulabhorn ist in sechs Gemeinden (Tambon) eingeteilt, welche wiederum in 30 Dörfer (Muban) unterteilt sind.
| \| Nr. \| Name \| Thai \| Muban \| Einw.[2] \| \| --- \| --------------- \| ---------- \| ----- \| -------- \| \| 1. \| Ban Khuan Mut \| บ้านควนมุด \| 2 \| 1.592 \| \| 2. \| Ban Cha-uat \| บ้านชะอวด \| 4 \| 2.729 \| \| 3. \| Khuan Nong Khwa \| ควนหนองคว้า \| 4 \| 3.247 \| \| 4. \| Thung Pho \| ทุ่งโพธิ์ \| 8 \| 9.669 \| \| 5. \| Na Mo Bun \| นาหมอบุญ \| 6 \| 6.982 \| \| 6. \| Sam Tambon \| สามตำบล \| 6 \| 6.932 \| |                 |            |       |       |
| Nr. | Name            | Thai       | Muban | Einw. |
| 1. | Ban Khuan Mut   | บ้านควนมุด   | 2     | 1.592 |
| 2. | Ban Cha-uat     | บ้านชะอวด   | 4     | 2.729 |
| 3. | Khuan Nong Khwa | ควนหนองคว้า | 4     | 3.247 |
| 4. | Thung Pho       | ทุ่งโพธิ์      | 8     | 9.669 |
| 5. | Na Mo Bun       | นาหมอบุญ    | 6     | 6.982 |
| 6. | Sam Tambon      | สามตำบล    | 6     | 6.932 |

### Lokalverwaltung
Die beiden Tambon Ban Khuan Mut und Ban Cha-uat zusammen werden von einer, die restlichen vier Tambon auch jeweils von einer „Tambon-Verwaltungsorganisation“ (TAO, องค์การบริหารส่วนตำบล) verwaltet.